# Colombotte
Colombotte ist eine Gemeinde im französischen Département Haute-Saône in der Region Bourgogne-Franche-Comté.

## Geographie
Colombotte liegt auf einer Höhe von 285 m über dem Meeresspiegel, vier Kilometer südlich von Saulx und etwa elf Kilometer ostnordöstlich der Stadt Vesoul (Luftlinie). Das Dorf erstreckt sich im zentralen Teil des Départements, leicht erhöht am südlichen Talhang der Colombine, unterhalb der Höhe des Bois de la Craye.
Die Fläche des 4,35 km² großen Gemeindegebiets umfasst einen Abschnitt in der gewellten Landschaft zwischen dem Becken von Vesoul im Westen und der Ebene von Lure im Osten. Von Nordosten nach Südwesten wird das Gebiet von der Alluvialniederung der Colombine durchquert, die für die Entwässerung zum Durgeon sorgt. Die Talniederung liegt auf durchschnittlich 275 m und weist eine Breite von maximal einem Kilometer auf. Landwirtschaftliche Nutzung herrscht hier vor.
Flankiert wird das Tal auf beiden Seiten von relativ steilen Hängen, die zu den angrenzenden, teils bewaldeten, teils mit Wiesland bestandenen Höhen überleiten: im Süden der Bois de la Craye (366 m), im Osten die Valdoie, auf der mit 376 m die höchste Erhebung von Colombotte erreicht wird, im Nordosten die Planches (320 m) und im Nordwesten der Bois de Carneillet. In geologisch-tektonischer Hinsicht besteht das Gelände nördlich der Colombine aus einer Wechsellagerung von sandig-mergeligen und kalkigen Sedimenten, die während der Lias (Unterjura) abgelagert wurden. Die Höhen südlich der Colombine sind aus einer widerstandsfähigen Kalkschicht der mittleren Jurazeit aufgebaut.
Nachbargemeinden von Colombotte sind Saulx und Creveney im Norden, Châtenois und Velleminfroy im Osten sowie Calmoutier im Süden und Westen.

## Geschichte
Im Mittelalter gehörte Colombotte zur Freigrafschaft Burgund und darin zum Gebiet des Bailliage d’Amont. Die lokale Herrschaft hatten die Vicomtes von Vesoul und später die Herren von Faucogney inne. Zusammen mit der Franche-Comté gelangte der Ort mit dem Frieden von Nimwegen 1678 definitiv an Frankreich. Heute ist Colombotte Mitglied des 12 Ortschaften umfassenden Gemeindeverbandes Communauté de communes des Grands Bois.

## Sehenswürdigkeiten
Der Ortskern ist geprägt durch verschiedene Häuser aus dem 16. bis 18. Jahrhundert, die den traditionellen Stil der Haute-Saône zeigen. Von 1847 stammt die Mairie-École (Gemeindeverwaltung und Schule) mit ihrem Glockenturm.

## Bevölkerung
| Jahr                       | 1962 | 1968 | 1975 | 1982 | 1990 | 1999 | 2006 |
| Einwohner                  | 63   | 53   | 43   | 37   | 49   | 48   | 52   |
| Quellen: Cassini und INSEE |      |      |      |      |      |      |      |

Mit 67 Einwohnern (1. Januar 2022) gehört Colombotte zu den kleinsten Gemeinden des Département Haute-Saône. Nachdem die Einwohnerzahl in der ersten Hälfte des 20. Jahrhunderts deutlich abgenommen hatte (1886 wurden noch 142 Personen gezählt), wurde seit Beginn der 1980er Jahre wieder ein leichtes Bevölkerungswachstum verzeichnet.

## Wirtschaft und Infrastruktur
Colombotte ist noch heute ein vorwiegend durch die Landwirtschaft (Ackerbau, Obstbau und Viehzucht) und die Forstwirtschaft geprägtes Dorf. Außerhalb des primären Sektors gibt es nur wenige Arbeitsplätze im Ort. Einige Erwerbstätige sind deshalb Wegpendler, die in den größeren Ortschaften der Umgebung und in der Agglomeration Vesoul ihrer Arbeit nachgehen.
Der Ort liegt abseits der größeren Durchgangsachsen an einer Departementsstraße, die von Saulx nach Calmoutier führt.